# 新伦敦 (康涅狄格州)
41°21′20″N 72°05′58″W / 41.35556°N 72.09944°W

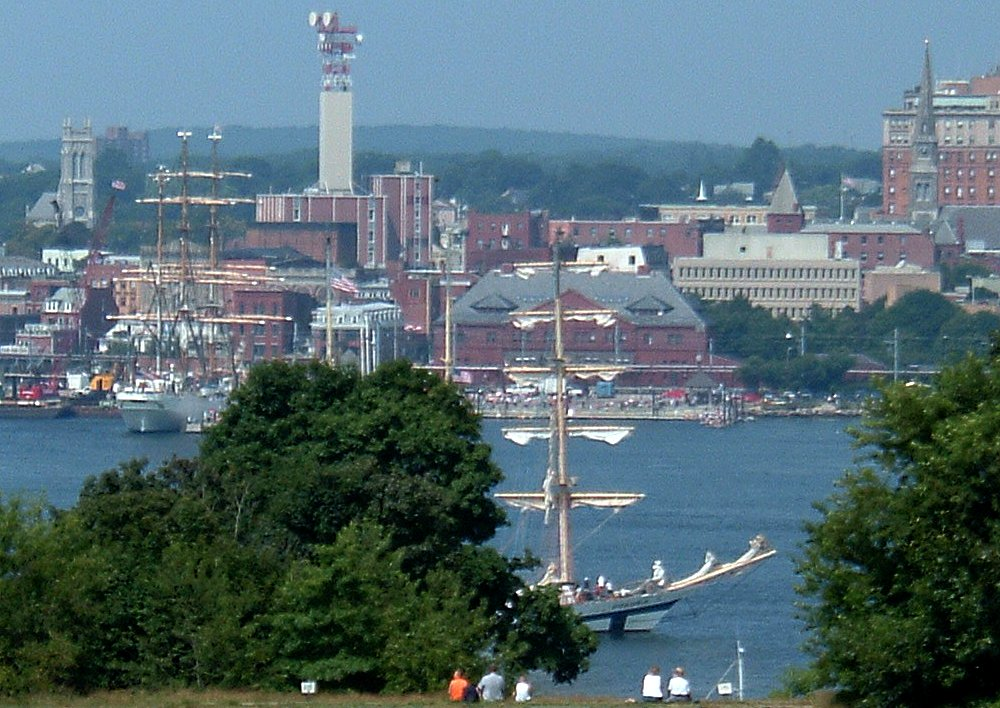
新倫敦

新倫敦（英語：New London），綽號捕鯨城市，是美國康乃狄克州新倫敦縣的一個城市，東臨泰晤士河，南臨長島海灣。面積27.9平方公里，當中13.5平方公里為水面。根據美國2000年人口普查，人口25,671人。
1646年建立，1658年3月10日，改以倫敦為名。1784年設市，是該州最早的兩個城市之一（另一個為紐黑文）。